# La Forêt en hiver au coucher du soleil
La Forêt en hiver au coucher du soleil est une peinture à l'huile de Théodore Rousseau datant du milieu du XIXe siècle. 
Ce tableau, qui représente un paysage forestier en hiver, est actuellement exposé au Metropolitan Museum of Art.